# Еманов, Павел Николаевич
Павел Николаевич Еманов (род. 1977, Иркутская область, РСФСР, СССР) — российский серийный убийца, совершивший 5 убийств в период с 1999 по январь 2000 года на территории города Усолье-Сибирское, исходя из корыстных мотивов и личной неприязни. В 2003 году решением Иркутского областного суда Павел Еманов был приговорен к пожизненному лишению свободы. Известен подачей в суд иска в 2020 году против администрации ФКУ ИК-6 УФСИН России по Оренбургской области, более известной как «Черный дельфин», в котором обвинил ее администрацию и сотрудников в многолетних издевательствах, унижении человеческого достоинства и дискриминации по социальному статусу.

## Биография

### До заключения
О ранних годах жизни Павла Еманова известно крайне мало. Родился в 1977 году на территории Иркутской области. Детство и юность провел в социально неблагополучной обстановке. После окончания школы из-за проблем со здоровьем Еманов по результатам медицинского освидетельствования был признан негодным к строевой службе в рядах Российской армии, после чего начал вести маргинальный образ жизни и зарабатывать на жизнь случайными заработками. В период с 1999 по январь 2000 года Павел Еманов совершил 5 доказанных убийств на почве личных неприязненных отношений и исходя из корыстных мотивов. Был арестован 29 января 2000 года. В 2003 году в ходе судебного процесса вина Еманова по всем инкриминируемым ему пунктам обвинения была доказана, после чего Иркутский областной суд назначил ему уголовное наказание в виде пожизненного лишения свободы.

### В заключении
После осуждения Павел Еманов был этапирован для отбытия наказания в ФКУ ИК-6 УФСИН России по Оренбургской области, более известную как «Черный дельфин», где он находился с 25 марта 2004 года по 4 июля 2019 года, после чего он был переведен в Исправительную колонию № 6 Управления Федеральной службы исполнения наказаний по Хабаровскому краю, более известную как «Снежинка». Оказавшись в «Снежинке», Еманов в 2020 году подал иск в Соль-Илецкий районный суд Оренбургской области против администрации «Черного дельфина», обвинил ее сотрудников в многолетних издевательствах. В своем иске Павел Еманов утверждал, что на протяжении 15 лет нахождения в «Черном Дельфине», он постоянно подвергался физическому и психологическому давлению, которое носило массовый и систематический характер
Еманов заявил, что 25 марта 2004 года по прибытии в Черный дельфин он был подвергнут т.н. «прописке». Его заковали в наручники, надели мешок на голову, после чего сбросили с «автозака», заломили руки вверх с двух сторон и избили дубинками. После этого, его заставили раздеться и мыться холодной водой, в очередной раз избили и поместили в камеру. Еманов утверждал, что после прибытия на территорию колонии особого режима, его избивали практически каждый день. Выводили из камеры в коридор, упирали лбом в стену, ноги растягивали в шпагат, а руки, закованные сзади в наручники задирали до упора вверх. В одном из случаев согласно свидетельствам Еманова — ему наручниками вывихнули запястье, а в другом в ходе очередного избиения сломали челюсть. Часто по словам Павла Еманова имело место издевательство в виде подачи команд «В исходную» со стороны сотрудников колонии, после чего осужденные были вынуждены неподвижно стоять, порой по несколько часов. Согласно заявлению Еманова, в период нахождения в «Черном Дельфине», он подвергался избиению по различным причинам, в том числе по обвинению в засорении канализации, по обвинению в том, что не опустил глаза при обращении к сотруднику колонии, а также за заправленную постель не «по форме», за отказ писать многочисленные объяснительные. Еманов утверждал, что в 2010 году у него подошел срок перевода со строгих условий на обычные, однако, ему намеренно объявили выговор за жаргонное выражение, которое он не допускал, вследствие чего срок его перевода на обычные условия был отложен на 1 год. Так согласно свидетельствам Еманова продолжалось до 2016 года. Павел Еманов заявил, что его перевели на обычные условия лишь в 2018 году, в результате чего он был лишен возможности провести 3-дневное длительное свидание 14 лет, а также для него был отсрочен срок перевода на облегченные условия.
Также он заявил, что ему было запрещено заниматься физическими упражнениями, за исключением 10 минут утром во время обязательной зарядки. Его и других осужденных заставляли пользоваться одним и тем же бритвенным станком, тем самым способствуя заражению различными заболеваниями. С той же целью, по его утверждению больных осужденных помещали в камеры к здоровым, а прививки и уколы делали с помощью одних и тех же шприцов. Еманов утверждал, что помывка в банном боксе должна была осуществляться два раза в неделю, однако ему было положено всего лишь одна помывка в неделю и в душ его и других осужденных принуждали бежать по коридорам в трусах, в согнутом положении и с наручниками на руках. Другим видом издевательств, унижающим его достоинство, согласно иску Павла Еманова являлось принуждение выражать благодарность сотрудникам учреждения криками за полученную еду, письмо, посылку, подключение электричества к розетке и возможность просмотра телевизора. Еманов утверждал, что если осужденные кричали тихо, то их подвергали избиению, при этом, осужденные должны были выражать благодарность за побои и полученные травмы. Павел Еманов указал в своем иске, что был трудоустроен на территории «Черного Дельфина» в 2008 году, однако за почти 11 лет работы его заработная плата никогда не достигала МРОТ. Труд осужденных согласно заявлению Еманова использовался как рабский, уральский коэффициент не выплачивался, нормы выработки были крайне завышены, а оплата за сверхурочные, в выходные и праздничные дни никак не отличалась от будних дней. Швейное производство согласно утверждениям Еманова являлось вредным, однако, обедать им приходилось на рабочих местах в пыльных и грязных бытовых условиях. Баков с питьевой водой не было ни в жилых, ни в рабочих камерах.
Еманов также утверждал, что на протяжении отбывания уголовного наказания в «Черном Дельфине» было нарушено право на ежедневную прогулку и он не был на улице более 10 лет. Согласно его заявлению, все кто был занят на производстве, были лишены прогулки. На его обращения к сотрудникам исправительной колонии особого режима поступал ответ, что прогулочных двориков не хватает на всех осужденных. Еманов утверждал, что впоследствии его систематически заставляли добровольно отказываться он ежедневных прогулок под угрозой очередного избиения. Со стороны администрации «Черного дельфина» и медсанчасти не осуществлялся контроль за приготовлением пищи. Еманов заявил, что в результате непрофессионализма сотрудников пищеблока, в пище которую вынуждены были употреблять обитатели «Черного дельфина» — попадались песок, кишки, овощные очистки и прочее, вследствие чего он 15 лет принимал пищу с риском для здоровья, приобретя ряд заболеваний  желудочно-кишечного тракта. Трижды, согласно иску Еманова, его пытались заразить туберкулезом, переводя к нему в камеру лиц с указанным заболеванием.
Во всех камерах, где он находился за 15 лет, бытовые условия были ужасными, унижающими человеческое достоинство. Он утверждал, что до 2017 года, пока не были установлены туалетные кабинки, нужду приходилось справлять на виду у всей камеры. Окно в камерах было небольшого размера и естественного освещения не хватало. Наличие отсекающей решетки препятствовало подходу к окну. Искусственная вентиляция отсутствовала, вследствие чего в летнее время года в камерах стояла жара и духота. Электролампа была установлена высоко над дверью в единственном экземпляре, вследствие чего из-за отсутствия нормального освещения было невозможно читать или писать письма. Еманов утверждал, что большую часть времени нахождения в «Черном дельфине» проживал в одной камере совместно с 3 сокамерниками, однако тумбочек и шкафов для хранения вещей и продуктов на четверых человек не хватало, скамья для сидения также была рассчитана на двоих, вследствие чего он и его сокамерники были вынуждены находиться в камере в очень стесненных условиях с отсутствием личного пространства, однако администрация колонии на его просьбы о расселении никак не реагировала. В рабочих камерах, согласно свидетельствам Еманова, также не хватало естественного и искусственного освещения. Туалет не был отгорожен. Шкафы для хранения вещей и посуды отсутствовали, вследствие чего осужденные вынуждены были хранить свои личные вещи в грязных сумках.
Однако иск Павла Еманова был отклонен, несмотря на то что администрация колонии признала, что постановлением ФКУ ИК-6 УФСИН России по Оренбургской области Еманов П.Н. был переведен из строгих в обычные условия отбывания наказания только лишь 15 октября 2018 года, спустя 18 лет после ареста вместо 10 положенных, однако столь долгую отсрочку для перевода они  объяснили тем, что Еманов в период отбытия наказания в «Черном дельфине» 13 раз был привлечен к дисциплинарной ответственности, вследствие чего оснований для его перевода из строгих в обычные условия отбывания наказания не имелось. Также администрация колония признала, что Еманову не производилась доплата до минимального размера оплаты труда, однако предоставила в суд документы, свидетельствующие о том, что Еманов якобы никогда не выполнял установленные нормы выработки и заработанную плату получал по сдельной оплате труда. Представитель администрации «Черного дельфина» предоставила в суд медицинскую карту Еманова П.Н., опровергающую наличие у него телесных повреждений, переломов и вывихов за весь период отбывания уголовного наказания в «Черном дельфине».